# Tipikal

Mapa de localización del municipio de Maní en el estado de Yucatán.

Tipikal es el nombre de una localidad y de un pequeño yacimiento arqueológico maya ubicados en el municipio de Maní, al sur del estado de Yucatán en México, 86 kilómetros al sureste de Mérida. El yacimiento posiblemente pertenezca al periodo preclásico tardío, lo cual significaría que es uno de los más antiguos del norte de la península de Yucatán, junto con Komchén y Dzibilchaltún.
Maní, la cabecera del municipio donde se encuentra Tipikal, testimonió en el siglo XVI un auto de fe ordenado y conducido por el fraile Diego de Landa que culminó en la quema de objetos y documentos mayas valiosos. En efecto, en 1562, Landa estableció un tribunal de la Inquisición en el poblado de Maní, con el propósito de poner fin a las prácticas religiosas de los lugareños ya sometidos tras la conquista de Yucatán.
El yacimiento de Tipikal no tiene construcciones monumentales pero consta de una vivienda maya de carácter único, que aparentemente fue construida ca. del año 300 a. C. y tiene evidencias de uso doméstico. En el interior de la estructura se encontró una rica ofrenda funeraria con objetos de pedernal y jade, entre los que sobresale -por su volumen y originalidad- un hacha de piedra verde, probablemente jade, de 25 centímetros de largo, 15 de ancho, seis de espesor y peso aproximado de 2,5 kilos.
Cuando se realizó el descubrimiento, la ofrenda funeraria estaba debajo del piso de la vivienda, a un profundidad de 30 cm. Por la riqueza de los objetos se presume pertenecieron a un personaje importante de la población. También se encontraron fragmentos de ollas y otras vasijas.

## Demografía
Según el censo de 2010 realizado por el INEGI, la población era 2463 habitantes, de los cuales 1247 hombres y 1216 mujeres.
| 380                         | 305 | 142 | 315 | 340 | 465 | 514 | 632 | 703 | 951 | 1070 | 1580 | 1797 | 2006 | 2463 |
| (Fuente: INEGI [Consultar]) |     |     |     |     |     |     |     |     |     |      |      |      |      |      |